# Nassau Village-Ratliff
Nassau Village-Ratliff es un lugar designado por el censo ubicado en el condado de Nassau en el estado estadounidense de Florida. En el Censo de 2010 tenía una población de 5.337 habitantes y una densidad poblacional de 140,71 personas por km².

## Geografía
Nassau Village-Ratliff se encuentra ubicado en las coordenadas 30°30′39″N 81°48′32″O / 30.51083, -81.80889. Según la Oficina del Censo de los Estados Unidos, Nassau Village-Ratliff tiene una superficie total de 37.93 km², de la cual 37.93 km² corresponden a tierra firme y (0%) 0 km² es agua.

## Demografía
Según el censo de 2010, había 5.337 personas residiendo en Nassau Village-Ratliff. La densidad de población era de 140,71 hab./km². De los 5.337 habitantes, Nassau Village-Ratliff estaba compuesto por el 95.77% blancos, el 1.12% eran afroamericanos, el 0.51% eran amerindios, el 0.62% eran asiáticos, el 0% eran isleños del Pacífico, el 0.39% eran de otras razas y el 1.59% pertenecían a dos o más razas. Del total de la población el 2.3% eran hispanos o latinos de cualquier raza.